# Мне бы в небо (фильм)
«Мне бы в не́бо» (англ. Up in the Air) — трагикомедийный художественный фильм Джейсона Райтмана, экранизация одноимённого романа Уолтера Кёрна (2001). Сценарий фильма написали Джейсон Райтман и Шелдон Тёрнер.
Национальный совет кинокритиков США назвал «Мне бы в небо» лучшим фильмом 2009 года. Фильм также номинировался в 6 категориях на «Золотой глобус», выиграв премию за лучший сценарий, и получил 6 номинаций на премию «Оскар», но не выиграл ни в одной категории.

## Сюжет
Экономический кризис в США в разгаре. В корпорациях идут массовые увольнения. Многие руководители фирм просто не способны справиться с таким объёмным, тяжёлым и неприятным делом — сообщить десяткам своих сотрудников о предстоящем увольнении. И тогда на сцене появляется Райан Бингэм (Джордж Клуни): фирма, где он работает, носящая туманное название «Консультирование в области смены рода занятий» («Career Transition Counseling», CTC), занимается терминацией кадров, то есть проводит собеседования с сотрудниками разных компаний, сообщая им, что их должности сокращены. Конечно, это всегда порождает бурю негодования, слёзы, а порой и агрессию. Для многих работа — смысл их жизни и единственный источник дохода, но задача сотрудника CTC — всего лишь принять на себя первый, самый сильный удар и смягчить его, выразив цинично-лицемерное, но внешне такое правдоподобное сочувствие, красиво рассказав о том, что жизнь с потерей работы не заканчивается, и тем самым снизить вероятность будущих судебных разбирательств. Он — своего рода громоотвод для негативных эмоций, и ему за это хорошо платят.
Бингэм со своей работой справляется блестяще. Огромный опыт, талант психолога, навыки оратора помогают ему в этом.
Дома Райан бывает 40-45 дней в году. Он постоянно в перелетах. Сегодня он в Лос-Анджелесе, завтра — в Далласе, послезавтра — в Майами. Никто лучше него не знает аэропорты Америки и алгоритм поведения в них; Райан быстрее всех проходит досмотр перед посадкой. Он виртуозно манипулирует многочисленными карточками постоянного клиента авиакомпаний, отелей, ресторанов, проката автомобилей; каждое его хорошо просчитанное действие в дороге приносит ему новые привилегии, баллы, мили, проценты скидок. Никто лучше него не высыпается в самолете. Он буквально живёт в небе.
Ясно, что образ жизни Райана Бингэма несовместим с идеей семьи и детей, домашнего очага. Ни того, ни другого у него нет ни в настоящем, ни в планах на будущее. И хотя герой уже не молод, его вполне устраивают случайные и непродолжительные любовные связи в поездках.
Однажды Райан знакомится с красивой и интересной женщиной по имени Алекс (Вера Фармига), как и он, постоянно находящейся в разъездах. Они начинают сверять свои расписания, созваниваются и изредка встречаются в разных городах страны. Они оба независимые, самодостаточные люди, им ничего не нужно друг от друга, кроме секса и нескольких часов совместного времяпрепровождения. Но постепенно Райан проникается к Алекс особой симпатией, первой в его жизни. Совместная поездка на свадьбу к сестре Райана ещё больше сближает их.
Тем временем в компании Си-Ти-Си назревают перемены. Выпускница колледжа, молодая и энергичная Натали (Анна Кендрик), убедительно обосновывает целесообразность постепенного отказа от командировок и перехода к удалённой работе с увольняемыми сотрудниками через Интернет. Это должно существенно снизить издержки фирмы, прежде всего, командировочные расходы. Начальство поддерживает эту идею, потихоньку начиная сокращения и внутри самой компании. Босс (Джейсон Бейтман) сообщает Бингэму, что тот должен совершить последнюю серию поездок с Натали, поднатаскать её в практике общения с увольняемыми. После этого ему предстоит надолго засесть в офисе фирмы в Омахе. На глазах потрясённого Райана рушится весь его привычный образ жизни, его мир.
В этом турне Натали предстоит прочувствовать, каково это — увольнять старейших сотрудников фирм, которые ни в чём не виноваты… Одновременно её бросает любимый парень, причем делает это тоже «дистанционно» — прислав СМС-сообщение. Натали начинает задумываться о бездушной искусственности своей идеи — увольнять людей, сидя перед веб-камерой за сотни миль…
После возвращения из поездки на родину в сопровождении Алекс Райан постепенно начинает ощущать, что, возможно, в жизни есть что-то больше, чем его работа и постоянные перелеты. Впервые он задумывается об этом ещё на свадьбе сестры, в момент разговора с её неуверенным в себе женихом, чуть не передумавшим прямо в день венчания.
Ко всему прочему, Бингэм — востребованный, популярный и хорошо оплачиваемый бизнес-тренер, на своих лекциях он транслирует аудитории мысль о лёгком отношении к жизни, её сложностям и тому багажу, который она постепенно накапливает у каждого человека — в прямом и переносном смысле. Но однажды во время очередной лекции «Что у вас в рюкзаке?» Райан внезапно замолкает. Он понимает, что не имеет права поучать других, пока не разберется в самом себе. Герой бросает всё и летит к Алекс, впервые в жизни перестав бояться впустить кого-то в свою жизнь. Но, позвонив в дверь, он обнаруживает, что она вовсе не одинока. У неё есть муж и дети, которыми она дорожит и не собирается их оставлять. Для Алекс Райан был всего лишь «отдушиной», не полноправной частью её каждодневной рутины, а способом иногда отвлечься от неё.
Совершенно опустошённый, Бингэм садится в самолёт и вдруг слышит объявление по салону: именно сегодня он достиг долгожданной цели — стал всего лишь седьмым человеком в истории авиакомпании, налетавшим 10 миллионов миль. Ему вручают давно желанную карту, дающую редчайшему VIP-клиенту небывалые пожизненные привилегии. Например, право на множество бесплатных перелётов. Но изменившемуся Райану это уже не слишком интересно; он решает поделиться премиальными милями с сестрой, сделать свадебный подарок молодожёнам, всегда мечтавшим о путешествиях.
Райана преследуют воспоминания о беседах с увольняемыми сотрудниками. О том, как все они повторяют одно и то же: «Без друзей, семьи я бы не справился», «Было бы намного сложнее, если бы я был один», «Когда я просыпаюсь утром и вижу рядом жену, я знаю, что у меня есть цель», «Дело не в деньгах, с ними тепло, можно оплатить счета, купить плед, но они никогда не согреют меня как мой муж», «Мне надо встать, выбраться, что-то найти. Я живу ради своих детей, ради семьи». Просто раньше он этого не слышал, не понимал. Он и сейчас их пока ещё не очень понимает, но видит, что у каждого свои причины жить. И проживает каждый жизнь по-разному и по-своему. И у Райана тоже есть свой путь — путь «человека налегке, без лишнего груза, вечно находящегося в движении».
После долгих колебаний руководство фирмы прислушивается к аргументам Райана и решает повременить с внедрением идей Натали Киннер — к тому же сама Натали уже не настаивает на своей правоте так убеждённо и бескомпромиссно, как до своей поездки с опытным наставником. Итак, Бингэм может вернуться туда, где действительно чувствует себя счастливым — в небо. И он возвращается, надеясь, что самое главное и интересное в его жизни ещё впереди. Тем более, что он уже не тот человек, каким был раньше.
Натали, столкнувшаяся с реальной стороной своей профессии (женщина, которую она достаточно грубо уволила, покончила с собой), увольняется из Си-Ти-Си и уезжает из Омахи. Она намерена уехать в Калифорнию и попытаться поступить на ту самую работу, от которой когда-то отказалась, надеясь быть вместе со своим бывшим парнем. Натали и не знает, что Райан, вложив в письмо весь свой талант психолога и дар убеждения, написал её потенциальному работодателю: «Мы незнакомы, но я уверен, что вам крупно повезёт, если вы возьмёте Натали Киннер. Мой совет? Берите её и ни о чём не думайте. Решения лучше, чем это, вы не принимали уже давно»…

## Создатели фильма

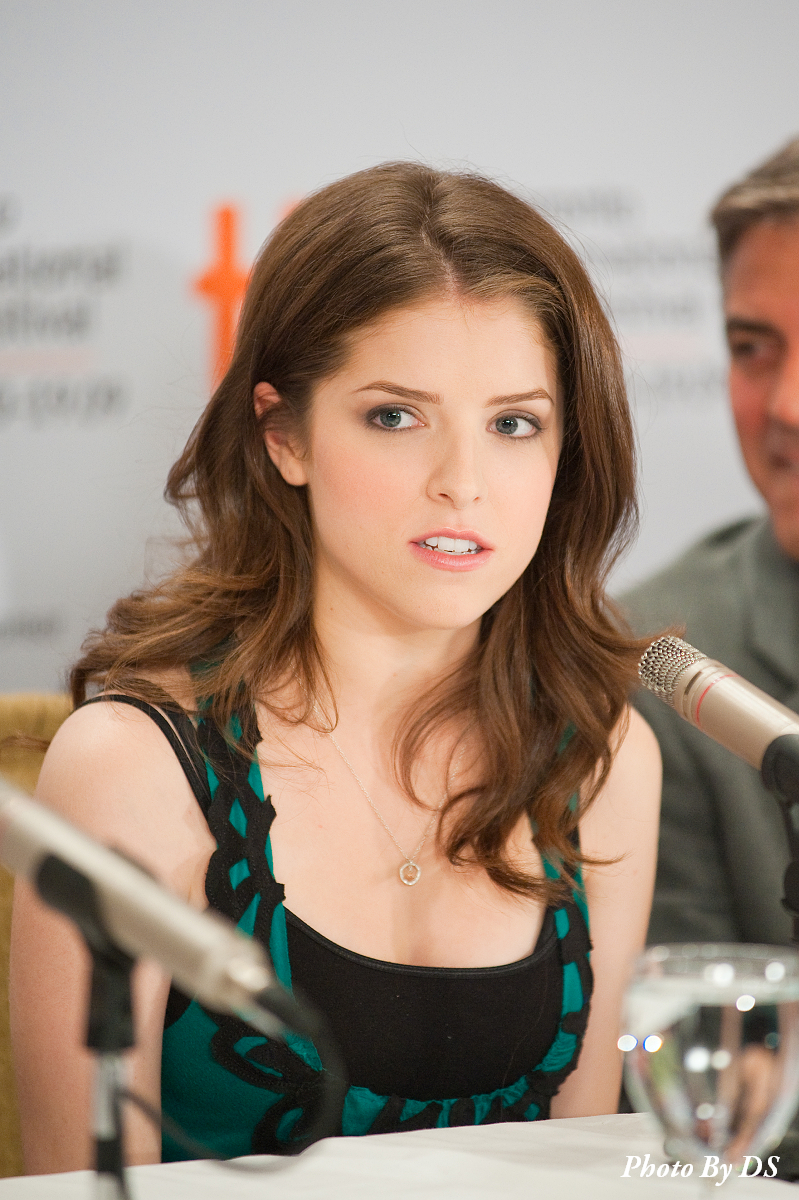
Анна Кендрик на Международном кинофестивале в Торонто в 2009 году.

### Съёмочная группа
- Режиссёр: Джейсон Райтман
- Сценарий: Уолтер Кирн (en:Walter Kirn), Джейсон Райтман, Шелдон Тёрнер
- Продюсеры: Джеффри Клиффорд, Дэниел Дубеки, Айван Райтман, Джейсон Райтман
- Исполнительные продюсеры: Майкл Бегг, Джо Меджак, Том Поллок
- Оператор: Эрик Стилберг
- Композиторы: Рольф Кент (en:Rolfe Kent), Рэндалл Постер, Рик Кларк
- Художник: Стив Сэклэд
- Монтаж: Дэйна И. Глауберман
- Костюмы: Дэнни Гликер

### В ролях
- Джордж Клуни — Райан Бингэм
- Вера Фармига — Алекс Горан
- Анна Кендрик — Натали Киннер
- Джейсон Бейтман — Крэйг Грегори, начальник Райана
- Эми Мортон — Кара Бингэм, старшая сестра Райана
- Мелани Лински — Джули Бингэм, младшая сестра Райана
- Дж. К. Симмонс — Боб
- Сэм Эллиотт — Мэйнард Финч
- Дэнни Макбрайд — Джим Миллер, жених Джули
- Зак Галифианакис — Стив

## История создания
Райтман начал писать сценарий по книге в 2002 году, но не мог закончить его до 2008 года. Разные части сценария он писал специально для Джорджа Клуни, Веры Фармиги, Анны Кендрик, Джейсона Бейтмана, Дэнни Макбрайда, Мелани Лински, Эми Мортон, Сэма Эллиотта и Зака Галифианакиса.
Съёмки проходили, в основном, в Сент-Луисе, разные окрестности которого изображают в фильме местности многих других городов. Некоторые сцены также были отсняты в Детройте, Омахе, Лас-Вегасе и Майами. Уолтер Кирн, автор книги, по которой снят фильм, играет камео. В сцене представления Натали он сидит слева от Райана.
Вера Фармига в сцене, где она появляется обнажённой, воспользовалась помощью дублёрши. В интервью она рассказала, что у неё нет проблем с обнажением на камеру. Просто к моменту съёмок она родила ребёнка и из её груди периодически текло молоко.
Фильм содержит отсылки к другому фильму «Вид сверху лучше» 2003 года.

## Выход фильма
Райтман активно занимался продвижением своего фильма, лично появляясь на кинофестивалях и других мероприятиях, где демонстрировался фильм, начав с Теллуридского кинофестиваля 5 сентября 2009 года. Лос-Анджелесская премьера фильма состоялась 30 ноября 2009 года в «Мэнн-Виледж Театр». Компания Paramount Pictures планировала выпустить фильм в ограниченный прокат на территории Северной Америки 4 декабря 2009 года, потом решила расширить прокат и выпустить фильм 11 декабря 2009-го, далее фильм был выпущен в широкий прокат перед Рождеством, 23 декабря 2009 года.
Официальные даты премьер:
- В мире: 13.11.2009
- В России: 14.01.2010

## Отзывы критиков
Фильм получил в основном положительные отзывы критиков. На сайте Rotten Tomatoes 90 % критиков на основе 241 рецензии дали фильму положительные отзывы со средней оценкой 8,1 из 10. На сайте Metacritic, выставляющей взвешенный средний рейтинг из 100 баллов, фильм получил оценку в 83 балла на основе 36 рецензий.
Роджер Эберт (кинокритик, колумнист в газете «Чикаго Сан-таймс») дал фильму четыре звезды, отметив, что «это не комедия. Если бы фильм ею являлся, то было бы сложно смеяться в эти последние дни 2009 года. Это и не трагедия, это проницательный взгляд на то, как человек выполняет свою работу».

## Награды и номинации

### Награды
- 2010 — премия «Золотой глобус» за лучший сценарий (Джейсон Райтман, Шелдон Тернер)
- 2010 — премия BAFTA за лучший адаптированный сценарий (Джейсон Райтман, Шелдон Тернер)
- 2010 — премия Гильдии сценаристов США за лучший адаптированный сценарий (Джейсон Райтман, Шелдон Тернер)
- 2010 — 4 премии Национального совета кинокритиков США: лучший фильм, лучшая мужская роль (Джордж Клуни), лучшая женская роль второго плана (Анна Кендрик), лучший адаптированный сценарий (Джейсон Райтман, Шелдон Тернер)
- 2009 — премия «Спутник» за лучшую музыку к фильму (Рольф Кент)

### Номинации
- 2010 — 6 номинаций на премию «Оскар»: лучший фильм (Джейсон Райтман, Дэн Дубицки, Айван Райтман), лучший режиссёр (Джейсон Райтман), лучшая мужская роль (Джордж Клуни), лучшая женская роль второго плана (Вера Фармига и Анна Кендрик), лучший адаптированный сценарий (Джейсон Райтман, Шелдон Тернер)
- 2010 — 5 номинаций на премию «Золотой глобус»: лучший фильм — драма, лучший режиссёр (Джейсон Райтман), лучшая мужская роль — драма (Джордж Клуни), лучшая женская роль второго плана (Вера Фармига и Анна Кендрик)
- 2010 — 5 номинаций на премию BAFTA: лучший фильм (Джейсон Райтман, Дэн Дубицки, Айван Райтман), лучшая мужская роль (Джордж Клуни), лучшая женская роль второго плана (Вера Фармига и Анна Кендрик), монтаж (Дэйна И. Глауберман)
- 2010 — номинация на премию Гильдии режиссёров США за лучшую режиссуру художественного фильма (Джейсон Райтман)
- 2010 — три номинации на премию Гильдии киноактёров США: лучшая мужская роль (Джордж Клуни), лучшая женская роль второго плана (Вера Фармига и Анна Кендрик)
- 2009 — 4 номинации на премию «Спутник»: лучший фильм — комедия или мюзикл, лучшая мужская роль — комедия или мюзикл (Джордж Клуни), лучшая женская роль второго плана (Анна Кендрик), лучший адаптированный сценарий (Джейсон Райтман, Шелдон Тернер)